# تاپ‌کرفت
تاپ‌کرفت (به انگلیسی: Topcraft) (トップクラフト Toppukurafuto, که به صورت "Top Craft" هم نوشته می‌شود) یک استودیوی انیمیشن بود که در سال ۱۹۷۱ توسط تولیدکننده سابق توئی انیمیشن تأسیس شد و در توکیو ژاپن واقع شده‌است. شهرت استودیو به خاطر تولید نائوشیکا از دره باد و ساخت سل انیمیشن برای عناوین دستی طراحی شده توسط شرکت Rankin / Bass Productions بود. استودیو در ۱۵ ژوئن ۱۹۸۵ ورشکسته و منحل شد و اساساً استودیو را به دو نیم تقسیم کرد. هایائو میازاکی، توشیو سوزوکی و ایسائو تاکاهاتا ضمن اخراج بیشتر کارمندان انیمیشن خود، استودیو را خریداری کردند و نام خود را به استودیو جیبوری تغییر دادند.
انیماتورهای تاپ‌کرفت بعداً استودیوی دیگری به نام Pacific Animation Corporation را برای ادامه کار با Rankin / Bass در نمایش‌های تلویزیونی مانند ThunderCats و Silverhawks تشکیل دادند، اما سرانجام پس از اینکه Pacific Animation توسط شرکت والت دیزنی خریداری شد و به انیمشین والت دیزنی ژاپم تبدیل شد، به استودیو جیبوری پیوستند. برخی از انیماتورها مانند Tsuguyuki Kubo برای کار در استودیوهای دیگر مانند پیرو رفتند و بر روی ناروتو و Bleach کار کردند در پایان خرید تاپ‌کرفت باعث ایجاد تولد استودیو جیبوری شد. بنیانگذار تاپ‌کرفت، تورو هارا، اولین مدیر استودیو جیبوری شد.

## انیمه

### تولیدات
| عنوان                          | سال       | با همکاری            |
| ------------------------------ | --------- | -------------------- |
| بارباپاپا                      | ۱۹۷۴–۱۹۷۵ | KSS                  |
| جادوگر شهر از                  | ۱۹۸۲      | توهو                 |
| نائوشیکا از دره باد            | ۱۹۸۴      | توکوما شوتن Hakuhodo |
| Adventures of the Little Koala | ۱۹۸۴–۱۹۸۵ | Tohokushinsha Film   |
| Button Nose                    | ۱۹۸۵–۱۹۸۶ | سانریو               |

### تولیدات مشترک
| عنوان                       | سال       | استودیو اصلی |
| --------------------------- | --------- | ------------ |
| Onbu Obake                  | ۱۹۷۲–۱۹۷۳ | Eiken        |
| Adventures of Korobokkle    | ۱۹۷۳–۱۹۷۴ | Eiken        |
| Jim Button                  | ۱۹۷۴–۱۹۷۵ | Eiken        |
| Time Bokan                  | ۱۹۷۵–۱۹۷۶ | Tatsunoko    |
| Paul's Miraculous Adventure | ۱۹۷۶–۱۹۷۷ | Tatsunoko    |
| Ippatsu Kanta-kun           | ۱۹۷۷–۱۹۷۸ | Tatsunoko    |

### آثار کمک کننده
| عنوان                             | سال       | شرکت                                |
| --------------------------------- | --------- | ----------------------------------- |
| Mazinger Z                        | ۱۹۷۲–۱۹۷۴ | توئی انیمیشن                        |
| Gatchaman                         | ۱۹۷۲–۱۹۷۴ | Tatsunoko                           |
| مایا زنبور عسل                    | ۱۹۷۵–۱۹۷۶ | نیپون انیمیشن                       |
| Lupin III: Part II                | ۱۹۷۷–۱۹۸۰ | Telecom Animation Film              |
| Jarinko Chie                      | ۱۹۸۱–۱۹۸۳ | Tokyo Movie Shinsha                 |
| Kojika Mongatari                  | ۱۹۸۳–۱۹۸۵ | MK Company                          |
| Lensman                           | ۱۹۸۴      | مدهاوس و MK Company                 |
| Magical Fairy Persia              | ۱۹۸۴–۱۹۸۵ | Studio Pierrot                      |
| Sherlock Hound                    | ۱۹۸۴–۱۹۸۵ | TMS Entertainment                   |
| Galactic Patrol Lensman           | ۱۹۸۴–۱۹۸۵ | Madhouse Studios and Office Academy |
| Saber Rider and the Star Sheriffs | ۱۹۸۴–۱۹۸۵ | Studio Pierrot                      |
| 'Sangokushi'                      | ۱۹۸۵      | شین-ای انیمیشن                      |

## کارتون‌های غربی

### انیمیشن
| عنوان                            | سال       | استودیوها                                |
| -------------------------------- | --------- | ---------------------------------------- |
| The Jackson 5ive                 | ۱۹۷۱–۱۹۷۲ | Rankin/Bass                              |
| The Osmonds                      | ۱۹۷۲–۱۹۷۳ | Rankin/Bass                              |
| Festival of Family Classics      | ۱۹۷۲–۱۹۷۳ | Rankin/Bass                              |
| Kid Power                        | ۱۹۷۲–۱۹۷۴ | Rankin/Bass                              |
| The ABC Saturday Superstar Movie | ۱۹۷۲–۱۹۷۳ | Rankin/Bass                              |
| ’Twas the Night Before Christmas | ۱۹۷۴      | Rankin/Bass                              |
| The First Easter Rabbit          | ۱۹۷۶      | Rankin/Bass                              |
| زمستان سرزمین عجایب              | ۱۹۷۶      | Rankin/Bass                              |
| The Hobbit                       | ۱۹۷۷      | Rankin/Bass                              |
| The Stingiest Man in Town        | ۱۹۷۸      | Rankin/Bass                              |
| Doctor Snuggles                  | ۱۹۷۹–۱۹۸۰ | PolyScope Production and DePatie-Freleng |
| Easter Fever                     | ۱۹۸۰      | نلوانا                                   |
| The Return of the King           | ۱۹۸۰      | Rankin/Bass                              |
| The Flight of Dragons            | ۱۹۸۲      | Rankin/Bass                              |
| آخرین تک‌شاخ                      | ۱۹۸۲      | Rankin/Bass                              |
| The Coneheads                    | ۱۹۸۳      | Rankin/Bass and Broadway Video           |